# Cleopatra Borel
Pour les articles homonymes, voir Borel.
Cleopatra Borel (divorcée Borel-Brown ; née le 3 octobre 1979 à la Région de Rio Claro-Mayaro) est une athlète trinidadienne spécialiste du lancer du poids.

## Carrière
Elle est multiple médaillée continentale et double médaillée aux Jeux du Commonwealth
Le 19 mars 2016, Borel échoue au pied du podium des championnats du monde en salle de Portland avec un jet à 18,38 m.
Le 1er août 2018, aux Jeux d'Amérique centrale et des Caraïbes de Barranquilla, Cleopatra Borel décroche la médaille d'or avec un jet à 18,14 m, conservant son titre acquis en 2014.

## Palmarès
| Date | Compétition                                      | Lieu                   | Résultat | Marque  |
| ---- | ------------------------------------------------ | ---------------------- | -------- | ------- |
| 2002 | Jeux du Commonwealth                             | Manchester             | 4e       | 16,27 m |
| 2003 | Championnats d'Amérique centrale et des Caraïbes | Saint-Georges          | 2e       | 17,79 m |
| 2003 | Jeux panaméricains                               | République dominicaine | 6e       | 17,23 m |
| 2004 | Jeux olympiques                                  | Olympie                | 9e       | 18,35 m |
| 2004 | Finale mondiale                                  | Monaco                 | 7e       | 16,24 m |
| 2005 | Championnats d'Amérique centrale et des Caraïbes | Nassau                 | 2e       | 18,05 m |
| 2006 | Championnats du monde en salle                   | Moscou                 | 7e       | 17,59 m |
| 2006 | Jeux du Commonwealth                             | Melbourne              | 3e       | 17,87 m |
| 2006 | Jeux d'Amérique centrale et des Caraïbes         | Carthagène des Indes   | 3e       | 18,33 m |
| 2007 | Jeux panaméricains                               | Rio de Janeiro         | 3e       | 18,22 m |
| 2007 | Championnats NACAC                               | San Salvador           | 1re      | 17,53 m |
| 2007 | Finale mondiale                                  | Stuttgart              | 4e       | 18,66 m |
| 2008 | Championnats du monde en salle                   | Valence                | 6e       | 18,47 m |
| 2008 | Championnats d'Amérique centrale et des Caraïbes | Cali                   | 1re      | 18,39 m |
| 2008 | Finale mondiale                                  | Stuttgart              | 4e       | 18,50 m |
| 2009 | Championnats d'Amérique centrale et des Caraïbes | La Havane              | 3e       | 17,98 m |
| 2010 | Jeux du Commonwealth                             | New Delhi              | 2e       | 19,03 m |
| 2011 | Championnats d'Amérique centrale et des Caraïbes | Mayagüez               | 1re      | 19,00 m |
| 2011 | Championnats du monde                            | Daegu                  | 12e      | 17,62 m |
| 2011 | Jeux panaméricains                               | Guadalajara            | 1re      | 17,56 m |
| 2013 | Championnats d'Amérique centrale et des Caraïbes | Morelia                | 1re      | 18,05 m |
| 2014 | Jeux du Commonwealth                             | Glasgow                | 2e       | 18,57 m |
| 2014 | Ligue de diamant                                 | Ligue de diamant       | 4e       | détails |
| 2014 | Jeux d'Amérique centrale et des Caraïbes         | Xalapa                 | 1re      | 18,99 m |
| 2015 | Jeux panaméricains                               | Toronto                | 1re      | 18,67 m |
| 2015 | Championnats du monde                            | Pékin                  | 12e      | 17,43 m |
| 2016 | Championnats du monde en salle                   | Portland               | 4e       | 18,38 m |
| 2016 | Jeux olympiques                                  | Rio de Janeiro         | 7e       | 18,37 m |
| 2016 | Ligue de diamant                                 | Ligue de diamant       | 6e       | détails |
| 2016 | DécaNation                                       | Marseille              | 1re      | 17,61 m |
| 2018 | Championnats du monde en salle                   | Birmingham             | 9e       | 17,80 m |
| 2018 | Jeux du Commonwealth                             | Gold Coast             | 4e       | 18,05 m |
| 2018 | Jeux d'Amérique centrale et des Caraïbes         | Barranquilla           | 1re      | 18,14 m |
| 2018 | Championnats NACAC                               | Toronto                | 2e       | 17,83 m |
| 2019 | Jeux panaméricains                               | Lima                   | 8e       | 17,37 m |

## Records
| Épreuve         | Épreuve   | Performance  | Lieu        | Date            |
| --------------- | --------- | ------------ | ----------- | --------------- |
| Lancer du poids | Plein air | 19,42 m (NR) | Saint-Denis | 8 juillet 2011  |
| Lancer du poids | En salle  | 19,48 m (NR) | Blacksburg  | 14 février 2004 |